# Ambystoma bombypellum
Espèce
Synonymes
- Ambystoma bombypella Taylor, 1940

Statut de conservation UICN

 DD  : Données insuffisantes
Ambystoma bombypellum est une espèce d'urodèles de la famille des Ambystomatidae.

## Répartition
Cette espèce est endémique du Nord-Ouest de l'État de Mexico au Mexique. Elle se rencontre à environ 2 500 m d'altitude.

## Publication originale
- Taylor, 1940 "1939" : New salamanders from Mexico, with a discussion of certain known forms. University of Kansas Science Bulletin, vol. 26, no 12, p. 407-430 (texte intégral).